# نوآیدی

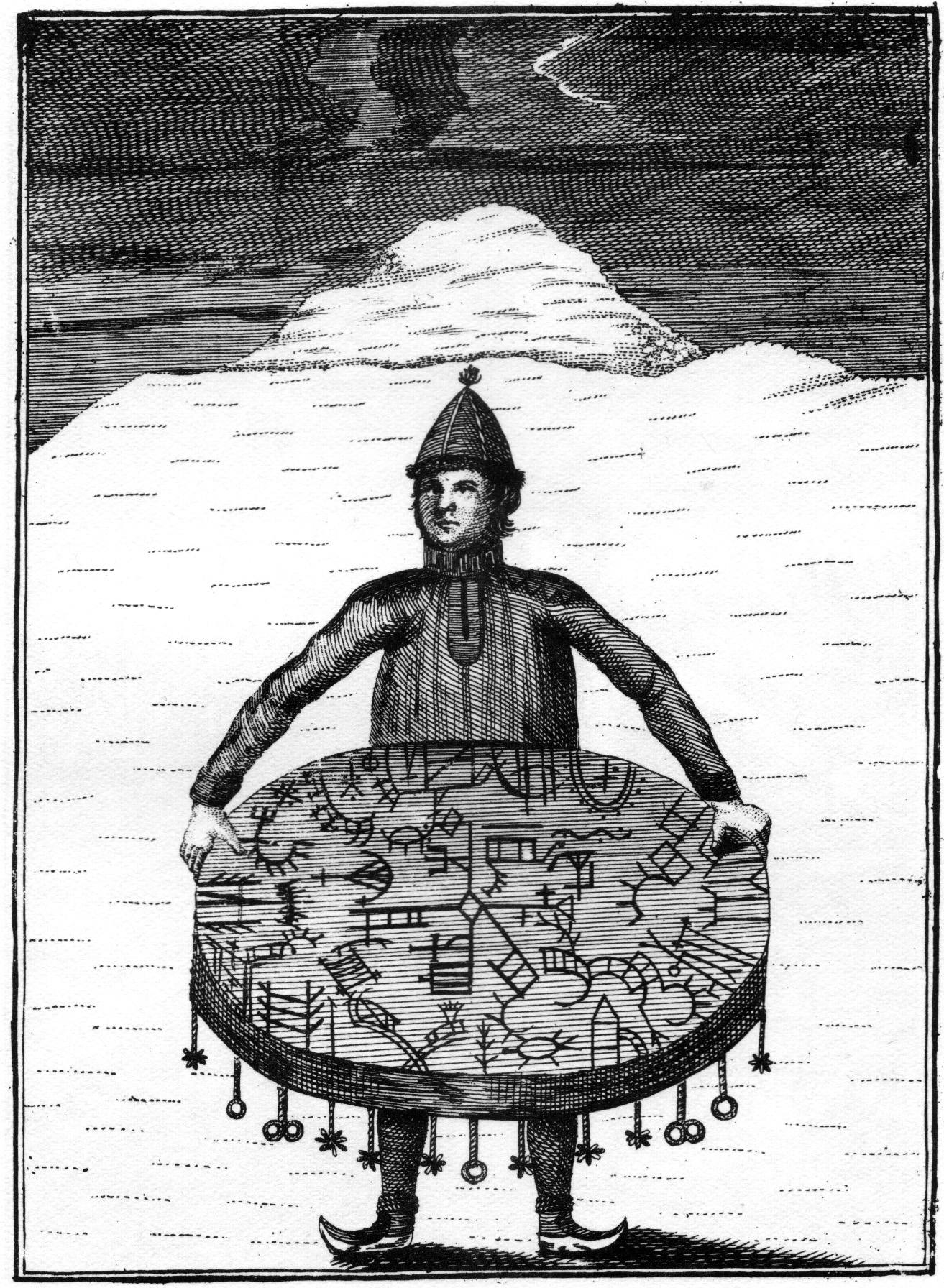
سامی نوآیدی با meavrresgárri که برای پیشگویی رونیک استفاده می‌شود. تصویر چاپ شده از صفحات مسی توسط O.H. فون لود، پس از طراحی های انجام شده توسط کنوت لیم (۱۷۶۷)

یک نوآیدی (سامی شمالی: noaidi, سامی لوله: noajdde, سامی پیته: nåjjde, سامی جنوبی: nåejttie, سامی اسکولت: nåidd, سامی کیلدین: нуэййт / но̄ййт, Ter Sami: ныэййтӭ) یک شمن از مردم سامی در کشورهای شمال اروپا است که در  اعمال مذهبی سامی نقش دارد. بیشتر اعمال «نوآیدی» در طول قرن هفدهم از بین رفتند، به احتمال زیاد به این دلیل که آنها در برابر مسیحی شدن مردم سامی و اقتدار پادشاه مقاومت می‌کردند. اعمال آنها در دادگاه‌ها به عنوان "جادو" یا "جادوگری" (ر.ک. افسونگری) مورد اشاره قرار می‌گرفت. چندین باور و رفتار شمنی سامی مشابه برخی از فرهنگ‌های سیبری است.

## شرح و تاریخچه
نوآیدی‌ها، که اغلب به عنوان "شمن‌های سامی" شناخته می‌شوند، درمانگران و محافظان سنتی مردم سامی هستند. نوآیدی‌ها نقش واسطه بین انسان‌ها و ارواح را دارند. اعتقاد بر این است که نوآیدی‌ها برای انجام این میانجی‌گری می‌توانند با دنیای ارواح ارتباط برقرار کنند و بپرسند که چه فداکاری باید توسط یک فرد انجام شود تا بتواند به سلامتی برگردد و در جستجوی غذا و حتی برای هوای خوب موفق شود. قربانی‌هایی که توسط نوآیدی‌ها طراحی می‌شوند، نوعی تعادل بین دنیای فانی و جاودانه را برقرار می‌کنند.
آنها با استفاده از یک طبل سنتی، که مهمترین نماد و ابزار نوآیدی‌های سامی است، از ارواح خیرخواه کمک می‌گیرند و سفر خارج از بدن را از طریق "روح آزاد" با کمک سایر اعضای "سیدا" (siida) انجام می‌دهند. سامی‌ها بین "روح آزاد" در مقابل "روح بدن" دنیوی‌تر تمایز قائل می‌شوند. "روح بدن" قادر به عبور از شکافی نیست که دنیای زیرین معنوی را از دنیای دنیوی‌تر، جسمانی‌تر و واقعی جدا می‌کند.
یک نوآیدی می‌تواند در هر نوع کاری که نیاز به خِرَد دارد، شرکت کند. گفته می‌شود که آنها برای خدمات خود پول دریافت می‌کنند. این فعالیت‌ها شامل شفای مردم، کمک به کودکان، تصمیم‌گیری و محافظت از گوزن شمالی است که مهم‌ترین منبع غذایی است و همچنین به عنوان پرداخت خراج استفاده می‌شود.
منابعی که از آنها در مورد نوآیدی‌ها یاد می‌گیریم، پروتکل‌های دربار، داستان‌ها، ابزارهای کاوش‌شده مانند کمربند و گزارش‌های مبلغان مذهبی هستند. اینکه نوآیدی‌ها به دلیل "جادوگری" خود مجازات و در برخی موارد به اعدام محکوم می‌شدند، شاید بهتر باشد به عنوان تلاشی برای از بین بردن مخالفت با تاج و تخت تفسیر شود. قبل از سال ۱۸۵۸، زمانی که قانون کانونتیکل لغو شد، طبق قانون هیچ آزادی مذهبی وجود نداشت، زیرا کلیسای لوتری سوئد تنها دین مجاز برای شهروندان سوئدی بود. کاهنان سوئدی از محکومیت نوآیدی‌ها به جرم جادوگری حمایت می‌کردند و در سال ۱۶۹۳، لارس نیلسون به دلیل این اتهام اعدام شد.
به طور سنتی اغلب ادعا می‌شد که فقط مردان می‌توانند نوآیدی شوند و از طبل استفاده کنند، اما ریجکو-ماجا اهل آرویدسیور (۱۶۶۱-۱۷۵۷) و همچنین آنا گرتا ماتسدوتر اهل واپستن، معروف به سیلبو-گاموئه یا گامل-سیلبا (۱۷۹۴-۱۸۷۰)، هر دو به انجام این کار اشاره کرده‌اند.

## تاثیر در سنت موسیقی
در شکل عبادت شمنی سامی، طبل زدن و سرودهای سنتی (جویک‌خوانی) از اهمیت ویژه‌ای برخوردار است. برخی از جویک‌ها در آیین‌های شمنی خوانده می‌شوند. این خاطره همچنین در یک متن فولکلور (یک داستان شمن) حفظ شده است.
اخیراً، جویک‌ها در دو سبک مختلف خوانده می‌شوند که یکی از آنها فقط توسط جوانان خوانده می‌شود. جویک دیگر ممکن است با جویک "زمزمه کننده" که شبیه سرودها یا طلسم‌های جادویی است، شناخته شود.
چندین ویژگی شگفت‌انگیز جویک‌ها را می‌توان با مقایسه موسیقی آرمان‌گرا، همانطور که در جویک‌ها مشاهده می‌شود و در مقایسه با آرمان‌های موسیقی فرهنگ‌های دیگر توضیح داد. در برخی موارد، جویک‌ها تقلید صداهای طبیعی هستند. این را می‌توان با اهداف دیگر، یعنی آواز اورتن و بل کانتو، که هر دو از اندام‌های گفتاری انسان برای دستیابی به صداهای "فوق بشری" استفاده می‌کنند، در تضاد قرار داد. آواز با صدای بلند و تقلید صدا در شمنیسم در بسیاری از فرهنگ‌های دیگر نیز وجود دارد. تقلید صدا ممکن است اهداف دیگری مانند بازی‌ها و سایر سرگرمی‌ها و همچنین اهداف عملی مهمی مانند فریب حیوانات در طول شکار را دنبال کند.